# Ben Woodburn
Benjamin ("Ben") Woodburn (Cheshire, 15 oktober 1999) is een Welsh voetballer die doorgaans als vleugelspeler speelt. Hij stroomde in 2016 door vanuit de jeugd van Liverpool. Woodburn debuteerde in 2017 in het Welsh voetbalelftal.

## Clubcarrière
Woodburn is afkomstig uit de jeugdacademie van Liverpool. Op vijftienjarige leeftijd werd hij van de –16 naar de –18 overgeplaatst. Tijdens de voorbereiding op het seizoen 2016/17 mocht hij enkele wedstrijden meedoen met het eerste elftal. Woodburn debuteerde op 26 november 2016 in het eerste elftal van Liverpool, tijdens een wedstrijd in de Premier League thuis tegen Sunderland. Hij viel die dag in de slotminuten in voor Georginio Wijnaldum. Liverpool won de wedstrijd met 2–0 na doelpunten van Divock Origi en James Milner. Woodburn maakte op 29 november 2016 als jongste speler ooit een doelpunt voor Liverpool 1. Hij zorgde die dag voor het tweede doelpunt tijdens een met 2–0 gewonnen wedstrijd in de League Cup, thuis tegen Leeds United. Op een leeftijd van 17 jaar en 45 dagen was hij 98 dagen jonger dan Liverpools vorige recordhouder, Michael Owen.
Liverpool verhuurde hem hierna aan achtereenvolgens Sheffield United, Oxford United, Blackpool en Heart of Midlothian. In 2022 vertrok hij definitief bij Liverpool en tekende bij Preston North End. In de zomer van 2024 maakte Woodburn de overstap naar Salford City.

## Clubstatistieken
| Seizoen | Club               | Competitie     | Competitie | Competitie | Beker | Beker | Internationaal | Internationaal | Totaal | Totaal |
| Seizoen | Club               | Competitie     | Wed.       | Dlp.       | Wed.  | Dlp.  | Wed.           | Dlp.           | Wed.   | Dlp.   |
| ------- | ------------------ | -------------- | ---------- | ---------- | ----- | ----- | -------------- | -------------- | ------ | ------ |
| 2016/17 | Liverpool          | Premier League | 5          | 0          | 4     | 1     | 0              | 0              | 9      | 1      |
| 2017/18 | Liverpool          | Premier League | 1          | 0          | 1     | 0     | 0              | 0              | 2      | 0      |
| 2018/19 | → Sheffield United | Championship   | 7          | 0          | 1     | 0     | –              | –              | 8      | 0      |
| 2018/19 | Liverpool          | Premier League | 0          | 0          | 0     | 0     | 0              | 0              | 0      | 0      |
| Totaal  | Totaal             | Totaal         | 13         | 0          | 6     | 1     | 0              | 0              | 19     | 1      |

Bijgewerkt t/m 2 juni 2019

## Erelijst als speler
| UEFA Champions League | 1x | 2018/19 |

## Interlandcarrière
Woodburn kwam uit voor diverse Welshe nationale jeugdelftallen. Hij debuteerde op 2 september 2017 in het Welsh voetbalelftal. Hij viel die dag in de 69e minuut in voor Tom Lawrence tijdens een kwalificatiewedstrijd voor het WK 2018, thuis tegen Oostenrijk. Vijf minuten later maakte hij het enige doelpunt van de wedstrijd.